# Kvarteret Flugsnapparen, Karlskoga
Kvarteret Flugsnapparen i Karlskoga är ett kvarter utmed Pärlgatan som uppfördes på betesmarker tillhörande Bregården. Kvarteret är för det tidiga 1900-talet tidstypiskt uppfört. Kvarteret anses av Örebro läns museum vara miljömässigt och kulturhistoriskt värdefullt. 